# Didier Hoyer
Pour les articles homonymes, voir Hoyer.
Didier Hoyer, né à Boulogne-sur-Mer le 3 février 1961, est un céiste en mono et en double, sur les distances de 500 et 1 000 m. 

## Carrière
En équipe de France de 1977 à 1979 (junior) et de 1980 à 1993 (sénior). Entraîneur national de 1997 à 2004, il travaille ensuite au Conseil général du Pas-de-Calais. Il est président du BCK (Boulogne Canoë Kayak) et du conseil du sport boulonnais.
Il participe aux Jeux olympiques de Los Angeles en 1984 où il gagne la médaille de bronze sur le 1 000 m, aux Jeux de Séoul en 1988, et aux Jeux de Barcelone en 1992 où il remporte la médaille de bronze sur 1 000 m.